# 2006年の映画/12月
- 1日
  - 007 カジノ・ロワイヤル（ アメリカ合衆国・ イギリス）
  - 武士の一分（ 日本）
  - 日本の自転車泥棒（ 日本）
- 2日
  - イカとクジラ（ アメリカ合衆国）
  - ウォルト・ディズニーのサンタクローズ3/クリスマス大決戦!（ アメリカ合衆国）
  - ホーンテッド・ハイウェイ（ アメリカ合衆国）
  - ファミリー（ 韓国）
  - Mr.ソクラテス（ 韓国）
  - イヌゴエ 幸せの肉球（ 日本）
  - ネコと金魚の恋物語（ 日本）
  - パラ族 パラパラじゃないか!（ 日本）
- 9日
  - 硫黄島からの手紙（ アメリカ合衆国）
  - オープン・シーズン（ アメリカ合衆国/アニメ）
  - スキャナー・ダークリー（ アメリカ合衆国/アニメ）
  - 敬愛なるベートーヴェン（ イギリス・ ハンガリー）
  - ダニエラという女（ フランス）
  - 人生は、奇跡の詩（ イタリア）
  - ウェディング・キャンペーン（ 韓国）
  - 王の男（ 韓国）
  - 市川崑物語（ 日本）
  - 因幡の白うさぎ（ 日本）
  - おじさん天国（ 日本）
  - NANA2（ 日本）
  - Presents〜合い鍵〜（ 日本）
  - LOVE MY LIFE（ 日本）
  - デジモンセイバーズ THE MOVIE 究極パワー! バーストモード発動!!（ 日本/アニメ）
  - 映画 ふたりはプリキュアSplash Star チクタク危機一髪!（ 日本/アニメ）
  - こま撮りえいが こまねこ（ 日本/アニメ）
- 12日
  - AA 音楽批評家:間章（ 日本）
  - かべちょろ家守（ 日本）
- 14日
  - コトリタチノ楽園（ 日本）
- 16日
  - エラゴン 遺志を継ぐ者（ アメリカ合衆国）
  - デート・ウィズ・ドリュー（ アメリカ合衆国）
  - プレスリーVSミイラ男（ アメリカ合衆国）
  - ライアンを探せ!（ アメリカ合衆国/アニメ）
  - オーロラ（ フランス）
  - 愛されるために、ここにいる（ フランス）
  - あるいは裏切りという名の犬（ フランス）
  - とかげの可愛い嘘（ 韓国）
  - 犬神家の一族（ 日本）
  - 海でのはなし。（ 日本）
  - エコエコアザラク R-page（ 日本）
  - 劇場版 どうぶつの森（ 日本）
  - 長い散歩（ 日本）
  - 夏の思い出（ 日本）
  - HERO -THE ONLY PERSON IN THIS UNHAPPY WORLD-（ 日本）
  - MOONRIDERS THE MOVIE 「PASSION MANIACS マニアの受難」（ 日本）
  - 劇場版BLEACH MEMORIES OF NOBODY（ 日本/アニメ）
- 23日
  - リトル・ミス・サンシャイン（ アメリカ合衆国）
  - シャーロットのおくりもの（ アメリカ合衆国）
  - アメリカン・ハードコア（ アメリカ合衆国）
  - インビジブル2（ アメリカ合衆国）
  - ファースト・ディセント（ アメリカ合衆国）
  - ヘンダーソン夫人の贈り物（ イギリス）
  - フランキー・ワイルドの素晴らしい世界（ イギリス・ カナダ）
  - 合唱ができるまで（ フランス）
  - 名犬ラッシー（ フランス・ イギリス・ アメリカ合衆国・ アイルランド）
  - ダーウィンの悪夢（ オーストリア・ ベルギー・ フランス）
  - 百万長者の初恋（ 韓国）
  - 大奥（ 日本）
  - 無花果の顔（ 日本）
  - 気球クラブ、その後（ 日本）
  - 甲野善紀身体操作術（ 日本）
  - 酒井家のしあわせ（ 日本）
  - シルバー假面（ 日本）
  - AKIBA（ 日本）
  - 鉄コン筋クリート（ 日本）
  - Tokyo Loop（ 日本/アニメ）
  - ルナハイツ2（ 日本）
- 26日
  - 早咲きの花（ 日本）
- 30日
  - みえない雲（ ドイツ）
  - エコエコアザラク B-page（ 日本）